# Doolittle-rajtaütés
A Doolittle–rajtaütés Tokió és más japán városok első amerikai bombázása volt a második világháborúban, 1942. április 18-án. A szárazföldi felszállásra tervezett bombázók a Hornet hordozóról szálltak fel, mert csak így tudták elérni célpontjaikat. A gépek a támadás után továbbrepültek Kína felé, és egy kivételével ott szálltak le.

## Előzmények

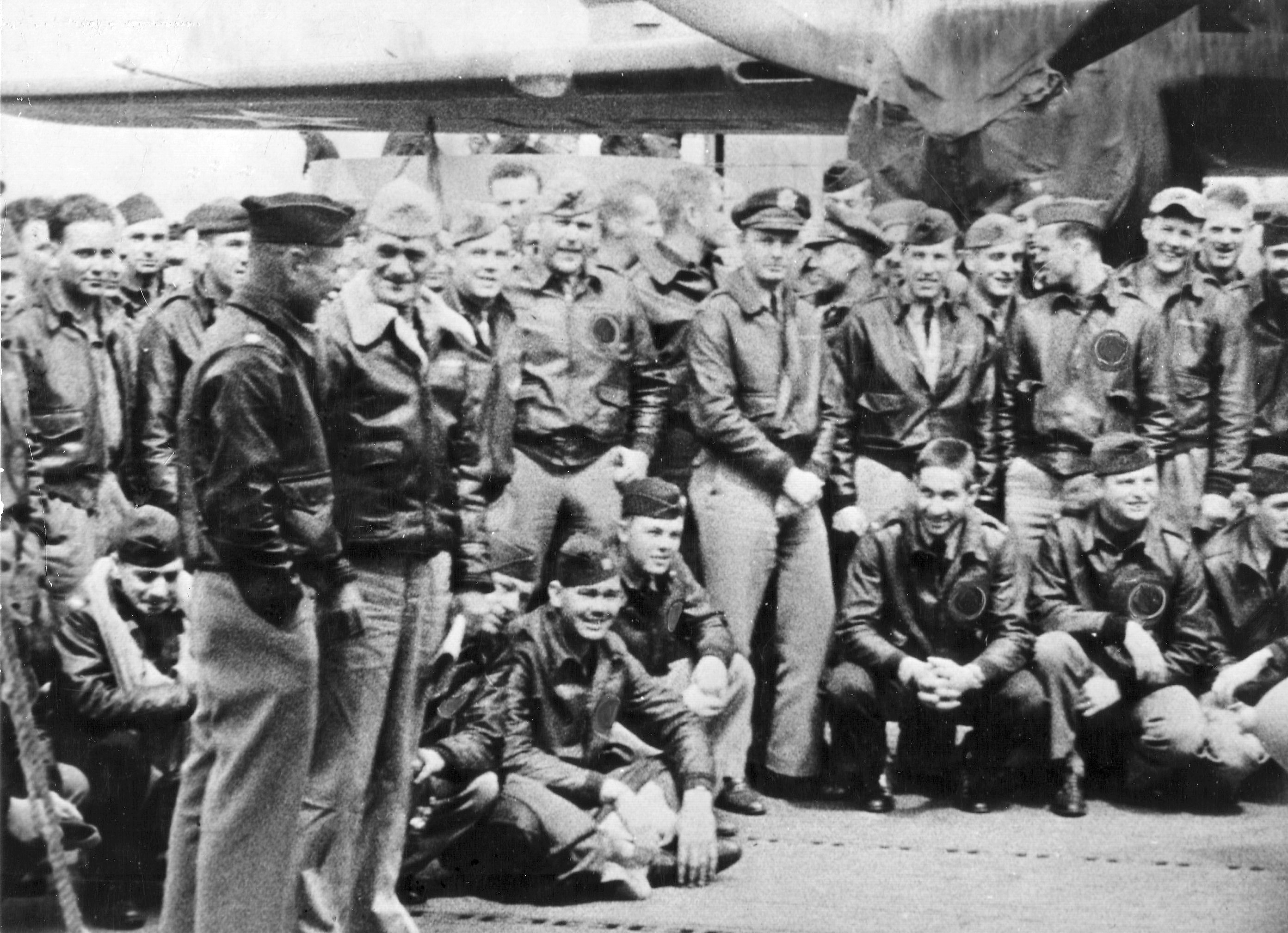
A rajtaütés végrehajtói

1941. december 7-én a japánok váratlanul megtámadták Pearl Harbort, a csendes-óceáni amerikai haditengerészeti támaszpontot, és hatalmas pusztítást vittek végbe. A következő évben a Japán Birodalom haditengerészete és hadserege óriási területeket foglalt el Ázsiában és a csendes-óceáni szigetvilágban. Elfoglalták többek között a Fülöp-szigetek, Új-Guinea és Új-Britannia jelentős részét, megtámadták Ceylont, az ausztráliai Darwint, Kelet-Indiát, Burmát, a Wake-, a Salamon- a Mariana-, a Marshall- és a Gilbert-szigeteket. Az amerikaiak égtek a vágytól, hogy látványosan visszavágjanak Pearl Harborért. Annak ellenére, hogy a katonai tervezők tudták, az Amerikai Egyesült Államok képes idővel javítani a helyzeten és megverni az ellenséget, szükség volt a morál emelésére, mind a lakosság, mind a katonák körében. Az elnök, Franklin D. Roosevelt maga is nyomást gyakorolt a katonai tervezőkre, hogy találják meg a módját Tokió bombázásának.
1942 januárjában Ernest King, a haditengerészeti műveleteket irányító tengernagy és Henry H. Arnold tábornok, a hadsereg légi erejének parancsnoka megbeszélést tartott, amelyen elhatározták, hogy a hadsereg és a haditengerészet közös művelete keretében, repülőgép-hordozóról felszálló szárazföldi bombázógépekkel mérnek csapást Japán nagyvárosaira. Abban bíztak, hogy az anyagi károk mellett pszichológiai hatása is lesz a támadásnak, és a japánok erőket csoportosítanak át szárazföldjük védelmére más hadszínterekről.

## Előkészületek

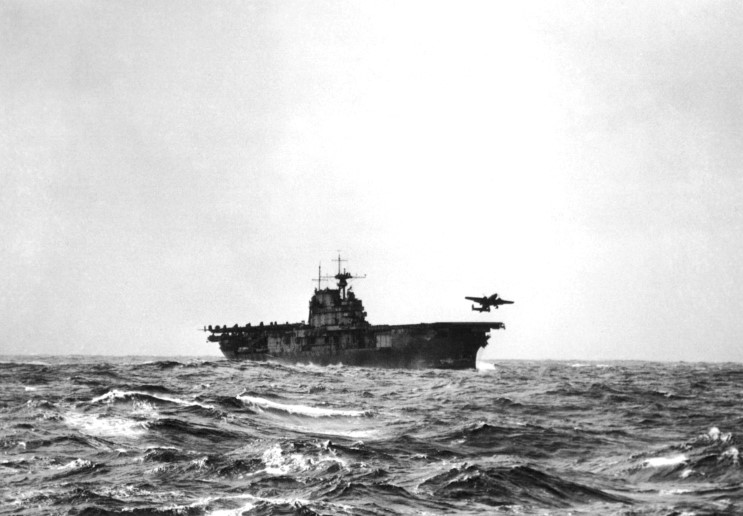
Felemelkedik Doolittle gépe

A légierő gépeinek bevetése mellett azért döntöttek, mert a haditengerészet repülői túl aprók voltak ahhoz, hogy súlyos károkat okozhassanak, ráadásul hatótávolságuk is kicsi volt ahhoz, hogy repülőgép-hordozók még biztonságos távolságból indíthassa útnak őket. A problémát az okozta, hogy a bombázók túl nagyok voltak a hordozókhoz. A B–25 Mitchell mellett döntöttek, bár kérdéses volt, hogy a típus fel tud-e majd szállni a Hornet fedélzetéről. A Virginiai Norfolk közelében tesztek kezdődtek, amelyek azt mutatták, hogy a felszállás megoldható, de a landolás különlegesen kemény dió. Addig az volt a terv, hogy a gépek felemelkednek a hordozóról, megbombázzák Japánt, majd leszállnak a repülőgép-hordozókon, amely visszaviszi őket Amerikába. Ezt az elképzelést elvetették, és úgy határoztak, hogy a gépeknek Kínában, annak Csang Kaj-sek által ellenőrzött területein kell landolnia, habár az a hatótávolságot tekintve kritikus távolságban volt.
Az egység parancsnokának James Doolittle alezredest nevezték ki. A 17. bombázócsoport 24 gépét jelölték ki a feladatra, és az oregoni Pendletonból a dél-karolinai Columbiába vezényelték őket. Az akcióra gondosan válogatták a személyzetet, majd a katonákat a floridai Eglin Fieldre irányították gyakorlatozni. Az első katonák február 27-én érkeztek meg a bázisra. A repülőszemélyzet ott tudta meg, mi az akció célja, de senki nem élt a felkínált lehetőséggel, hogy kimaradjon a rajtaütésből. Megkezdődött a repülőgépek felkészítése is, ami az üzemanyagtartályok bővítését és a feleslegesnek ítélt felszerelések eltávolítását jelentette. A gépek három plusz tartályt kaptak, valamint elhelyeztek tíz 22,7 literes benzines kannát a hátsó részükben. Egy repülő átlagosan 5187 liter üzemanyagot szállított. Ebből 2936 liter a fő szárnytartályban, 1022 a bombatérben elhelyezett tankban, 727 liter a közlekedőfolyosó tartályában, 272 liter a hátsó lövegtorony helyén kialakított tárolóban, a többi pedig a kannákban volt. A repülőkről leszerelték az alsó lövegtornyot, jégtelenítő berendezést kaptak, leszerelték a rádiót, kivették a hátsó és a szárny-gépágyút, és fából készült utánzatot helyeztek el a helyükön, hogy a gép ne tűnjön fegyvertelennek. Több gépre filmfelvevő-kamerát szereltek. A repülőket 226 kilogrammos bombákkal látták el.
Március 25-én valamennyi repülőgép és az összes repülős átköltözött a kaliforniai Sacramentóba. Március 31-én és április 1-jén a feladatra kijelölt 16 repülőgépet Alamedánál behajózták a Hornet anyahajóra. A kiképzés a tengeren folytatódott, elsősorban arra koncentrálva, hogy mi vár a legénységre Kínában, hogyan tudják ellátni a különböző sérüléseket. Megismerték a kijelölt célpontokat, megtanulták a megközelítési útvonalat.

## Támadás
1942. április 2-án a Hornet repülőgép-hordozó, fedélzetén a 16 B–25 Mitchell típusú bombázóval, kifutott San Franciscóból, és elindult Japán felé, amelyet 900 kilométerre kellett megközelítenie. A kódnevén Task Force Mike-ként emlegetett hajóegység radarjain először április 17-én éjszaka fedezték fel az első japán őrhajót. Április 18-án a Hornet még nem érte el kijelölt pozícióját, és a Midway-, valamint az Aleuti-szigetek között haladt, amikor megpillantottak egy japán hadihajót. A járőröző japán hajót elsüllyesztették, de mint a háború után kiderült, még volt ideje jelenteni a gépek indítását, de az üzenettel Tokióban nem foglalkoztak.

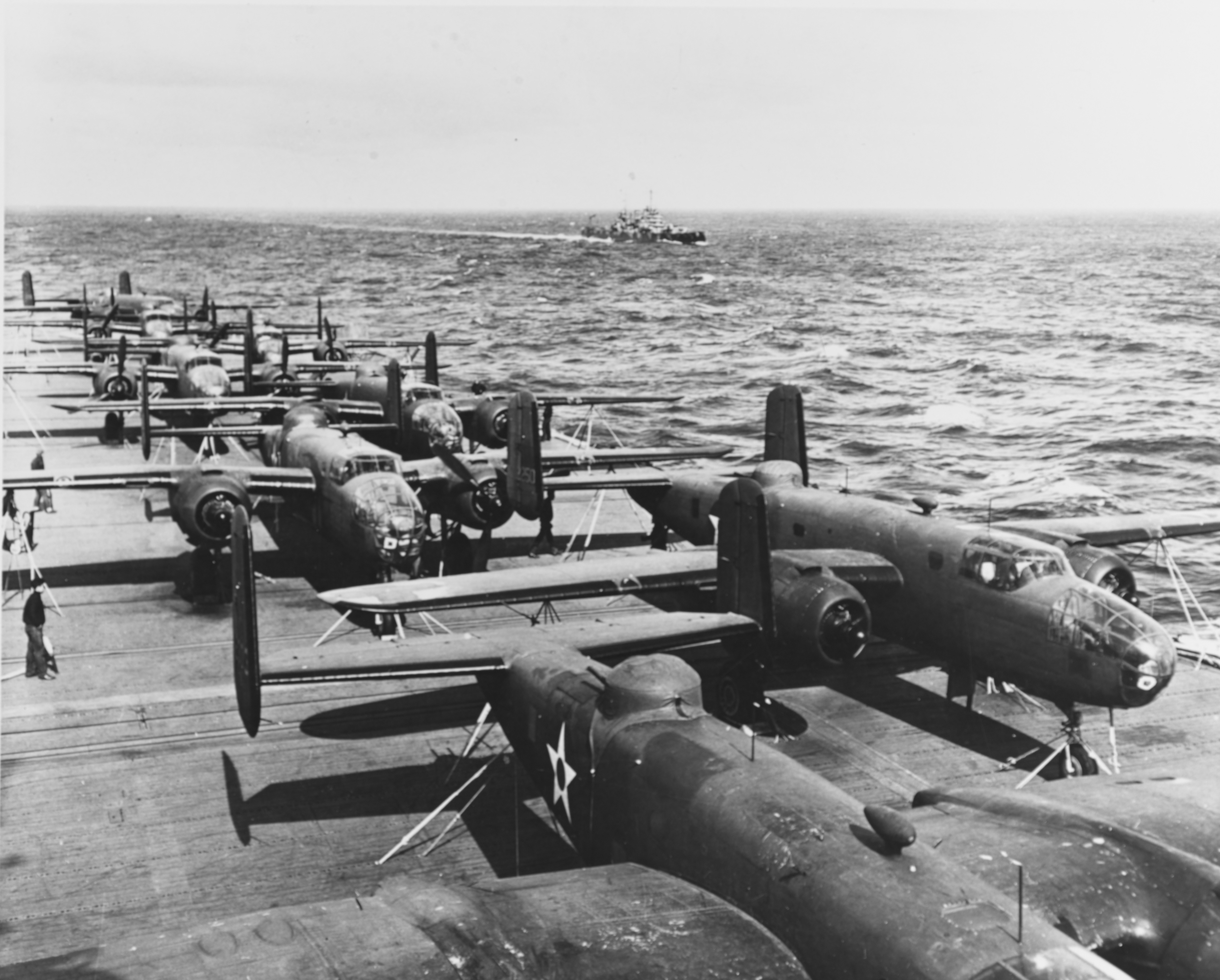
A Hornet fedélzete a támadás előtt

William Halsey tengernagy, habár még 1170 kilométerre jártak Tokiótól és a repülésre tervezett távolság éppen csak a bombázók hatókörén belül volt, parancsot adott az akcióra. A B–25-ösök felszálltak, a hordozók pedig visszafordultak. Az első gép 8.20-kor, az utolsó 9.19-kor szállt fel. Valamennyi pilótának speciális célpontja volt: repülőgép-gyárak, acélművek, erőművek.
A repülők az öböl felől közelítették meg Tokiót, ahol éppen ebédidő volt. Az amerikaiak láttak egy japán járőrgépet, de az nem riasztotta a légvédelmet. Szerencséjükre a japán légierő légiriadó gyakorlatot tartott, amelynek keretében bevonták az alacsonyan szálló repülők elleni ballonrendszert. A gépek a déli elővárosok felől érkeztek a főváros központjához, ahol kioldották a bombákat. Tizenhárom gép Tokiót, a másik három pedig egyéb városokat – Nagoja, Oszaka és Kóbe – bombázott.
Tokióban az utcák tele voltak, az emberek kíváncsian figyelték az alacsonyan szálló repülőket, amelyekről azt hitték, a japán légierőhöz tartoznak. A hazafelé tartó amerikai hordozók hallották a japán rádióadásokba beszűrődő szirénazúgást, így tudták, hogy Doolittle és emberei eljutottak Japánba. A japán légvédelem teljes zavarban volt, így a levegőben lévő vadászgépek sem avatkoztak közbe, csak a földről tüzeltek az amerikaiakra. A gépek kirepültek a Kelet-kínai-tenger fölé, és eltűntek.

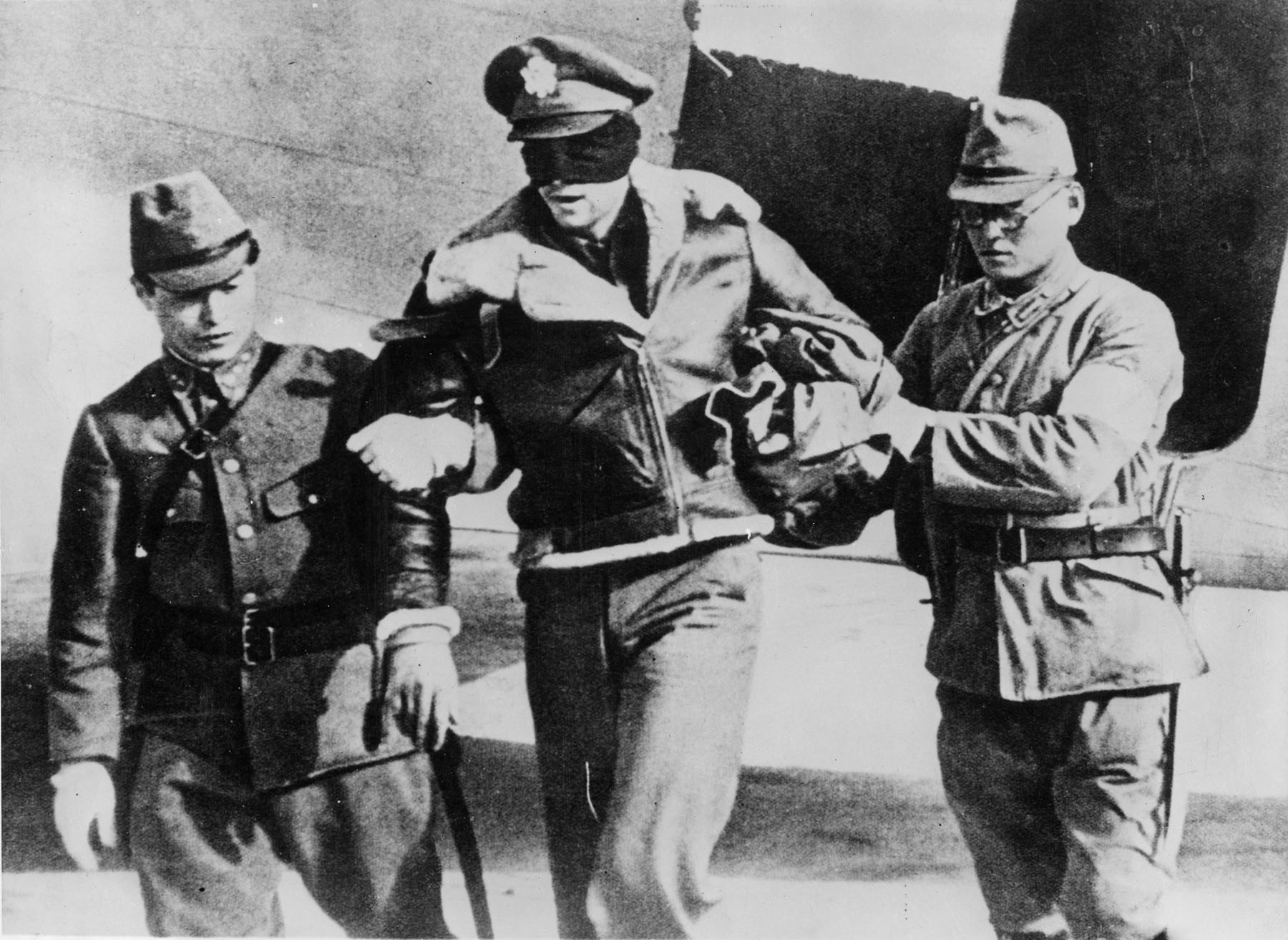
A fogságba esett Robert L. Hite

Négy gépnek Kínában, egynek pedig a Szovjetunióban, Vlagyivosztokhoz közeli Unasi repülőtéren sikerült leszállnia. A többi gépből, amikor elfogyott az üzemanyag, ejtőernyővel kiugrottak a pilóták. A repülőszemélyzetek nyolcvan tagjából 71 élve jutott vissza az Amerikai Egyesült Államokba. Hárman leszállás közben haltak meg, amikor a gépük összetört, nyolcat pedig a japánok fogtak el. Őket halálra ítélték, de a császár börtönre enyhítette a döntést. Négyen túlélték a háborút.
A támadás kevés anyagi kárral járt, a megtámadott városok lakosai közül sokan a kormányzati beismerésig nem tudták, hogy amerikai légitámadás okozta a robbanásokat. Kilencven épület romba dőlt, ötven civil meghalt. Roosevelt jól számított, a támadás jelentősen megemelte az amerikai morált. A japánok dühödten üldözni kezdték a támadókat indító flottát, de nem találták. Ráadásul a japán vezérkar túlreagálta az eseményeket, és repülőket rendelt haza a frontvonalból a légtér őrzésére. A japán hadvezetés úgy döntött, válaszként csapást kell mérni a midwayi amerikai támaszpontra, el kell foglalni Port Moresbyt és támaszpontot kell építeni a Salamon-szigeteken, hogy megelőzzék a hasonló rajtaütéseket. A hadsereg ötvenhárom zászlóaljat küldött a nacionalisták ellen Kínában, ahol a pilóták földet értek. A hathetes akcióban a japánok negyedmillió parasztot mészároltak le.

## A filmekben
A rajtaütés szerepel a Pearl Harbor – Égi háború című 2001-es és a Midway című 2019-es filmben.